# Brachythecium percurrens
Brachythecium percurrens är en bladmossart som beskrevs av Lars Hedenäs 1992. Brachythecium percurrens ingår i släktet gräsmossor, och familjen Brachytheciaceae. Inga underarter finns listade i Catalogue of Life.